# قفز عالي في الألعاب الأولمبية الصيفية 2012 - رجال

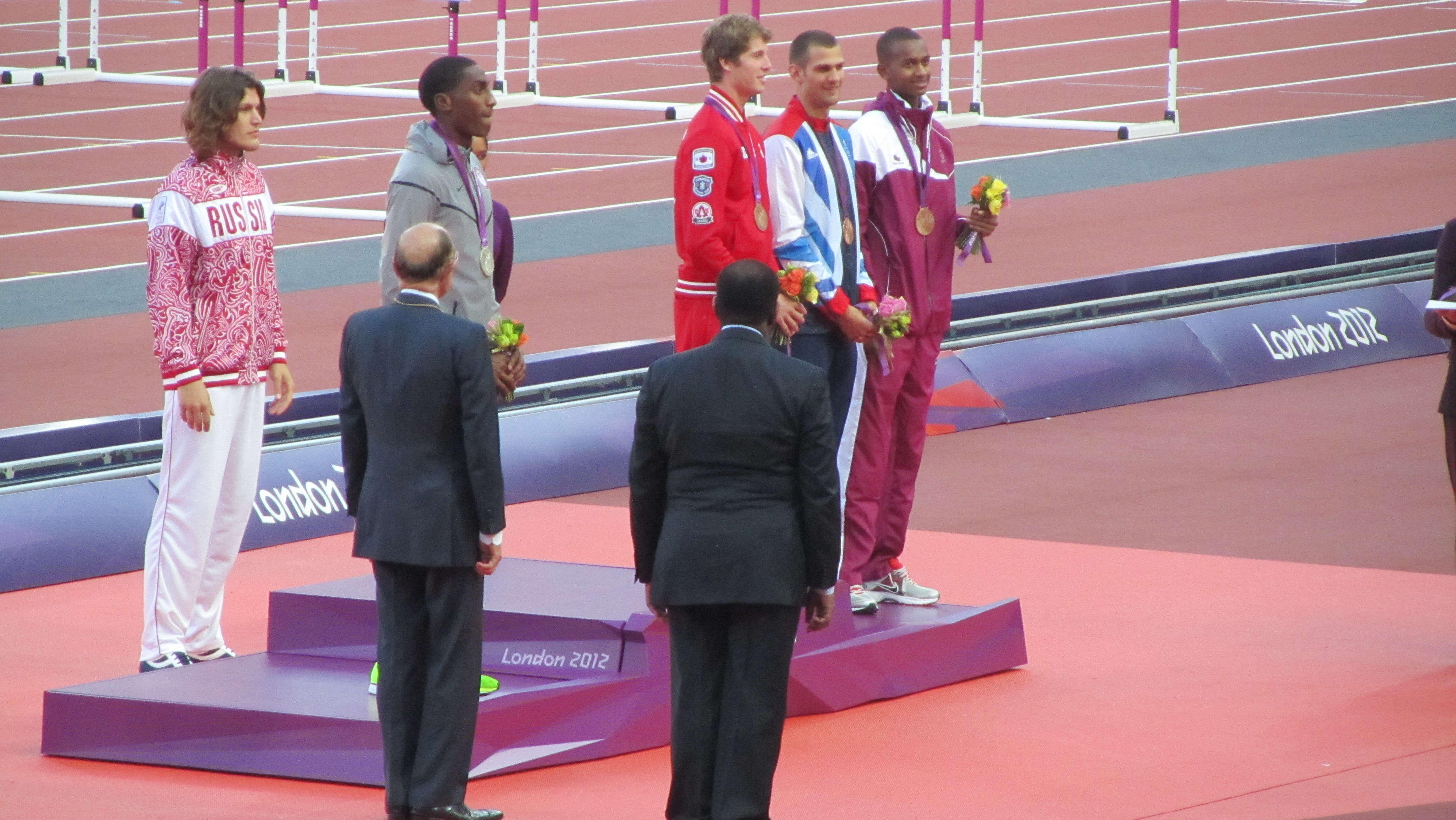
الفائزين بالسباق أثناء التتويج

أقيم نهائي القفز العالي رجال في الألعاب الأولمبية الصيفية 2012 يوم 7 أغسطس بالملعب الأولمبي بلندن
الحد الأدنى المؤهل للأولمبيات هو 2.31 م بالنسبة للحد (أ)، و 2.28 م بالنسبة للحد (ب)

## الرقم القياسي
الرقم القياسي العالمي و الأولمبي للفعالية قبل الألعاب الأولمبية :
| الرقم القياسي العالمي  | 2,45 م | خافيير سوتومايور كوبا         | 27 يوليو 1991 | شلمنقة  |
| الرقم القياسي الأولمبي | 2,39 م | شارلي أوستين الولايات المتحدة | 27 يوليو 1996 | أتلانتا |

## المتوجون بالميدالية
| الذهبية           | الفضية                       | البرونزية                                                        |
| إيفان اوخوف روسيا | اريك كينارد الولايات المتحدة | معتز برشم قطر · ديريك دروين كندا · روبرت جرابارز المملكة المتحدة |

## وصلات خارجية
- الفعالية على موقع الألعاب الأولمبية 2012